# アーヴェル・ショウ
アーヴェル・ショウ（Arvell Shaw、1923年9月15日 - 2002年11月5日）は、アメリカのジャズ・ダブルベース奏者であり、ルイ・アームストロングと演奏したことで非常によく知られている。

## 略歴
ショウは、ミズーリ州セントルイスで生まれた。高校でチューバの演奏を習ったが、後にダブルベースに転向した。1942年にミシシッピ川を航行するリバーボート（川船）で、フェイト・マラブルと演奏したが、その後、1942年から1945年まで海軍に勤務した。海軍を除隊後、1945年から1947年まで、ルイ・アームストロングの最後のビッグバンドで彼と演奏した。ショウとシド・カトレットはその後、ショウが音楽の勉強を急にやめた1950年まで、ルイ・アームストロング・オールスターズに加わっていた。ショウは1952年から1956年まで、再びルイ・アームストロングと共に演奏を行った。この後は、ラス・ケイスとCBSで仕事したり、テディ・ウィルソンのトリオで演奏。1958年のブリュッセル万国博覧会ではベニー・グッドマンと演奏した。ショウはヨーロッパで何年か過ごした後、1962年の中央アメリカのツアーで再びベニー・グッドマンと演奏をした。1962年から1964年まで、ショウは再びルイ・アームストロングと演奏をし、その後も1960年代の終わりまでを通じて、頻繁にルイ・アームストロングと共に演奏を行った。1960年代以降、ショウはたいていは非専属の自由契約でニューヨークにて活動していた。ショウは自分自身で楽団を率いて録音活動をすることは一度もなかった。
2002年11月5日、ニューヨーク州ルーズベルトにて79歳で死去。